# (909) Ulla
(909) Ulla és un asteroide pertanyent al cinturó exterior d'asteroides descobert el 7 de febrer de 1919 per Karl Wilhelm Reinmuth des de l'observatori de Heidelberg-Königstuhl, Alemanya.
Està nomenat en honor de Ulla Ahrens, filla d'un amic del descobridor.